# Елін Рубенссон
Елін Рубенссон (швед. Elin Rubensson, нар. 11 травня 1993) — шведська футболістка, срібна призерка Олімпійських ігор 2016 року.

## Виступи на Олімпіадах
| Олімпіада           | Дисципліна | Місце |
| ------------------- | ---------- | ----- |
| Ріо-де-Жанейро 2016 | футбол     | 2     |

## Зовнішні посилання
- Елін Рубенссон — олімпійська статистика на сайті Sports-Reference.com (англ.) (архівна версія)